# V.League 1 (1992)
V.League 1 (1992) – 11. edycja najwyższej piłkarskiej klasy rozgrywkowej w Wietnamie. W rozgrywkach wzięło udział 18 drużyn, grając systemem kołowym. Sezon rozpoczął się 29 marca, a zakończył 14 maja 1992 roku. Tytułu nie obroniła drużyna Hải Quan FC. Nowym mistrzem Wietnamu został zespół Công Nhân Quảng Nam Đà Nẵng. Tytuł króla strzelców zdobył Trần Minh Toàn, który w barwach klubu Công Nhân Quảng Nam Đà Nẵng strzelił 6 bramek.

## Punktacja
- Zwycięstwo – 2 pkt
- Remis – 1 pkt
- Porażka – 0 pkt

## Przebieg rozgrywek

### Runda 1.
W tej fazie rozgrywek brało udział 18 zespołów, podzielonych na dwie grupy po 9 drużyn. 4 najlepsze drużyny z każdej grupy zakwalifikowały się do drugiej rundy.

### Runda 2.
W tej fazie rozgrywek brało udział 8 zespołów, podzielonych na dwie grupy po 4 drużyny. 2 najlepsze drużyny z każdej grupy zakwalifikowały się do półfinałów.

### Półfinały
- Quảng Nam Đà Nẵng – Sông Lam Nghệ An 2 – 1
- Công An Hải Phòng – Câu Lạc Bộ Quân Đội 2 – 1

### Finał
- Quảng Nam Đà Nẵng – Công An Hải Phòng 2 – 0

Zespół Quảng Nam Đà Nẵng został mistrzem Wietnamu w tym sezonie.